# Ołeksandr Krasicki
Ołeksandr Krasicki, ukr. Олександр Красіцький (ur. 1870, zm. 1946) – austriacki i ukraiński wojskowy, dowódca Korpusu Żandarmerii Państwowej ZURL.

## Życiorys
1 maja 1910 został mianowany na stopień rotmistrza. W latach 1912–1913 wziął udział w mobilizacji sił zbrojnych Monarchii Austro-Węgierskiej, wprowadzonej w związku z wojną na Bałkanach. W 1914 pełnił służbę w Komendzie Żandarmerii Krajowej Nr 4 dla Moraw w Brnie na stanowisku komendanta Oddziału Żandarmerii Nr 2 w Ołomuńcu. W czasie I wojny światowej pełnił służbę w żandarmerii polowej, pozostając oficerem nadetatowym Komendy Żandarmerii Krajowej Nr 4. 1 listopada 1916 został mianowany na stopień majora. Następnie został organizatorem żandarmerii polowej Ukraińskiej Armii Halickiej i dowódcą Korpusu Żandarmerii Państwowej ZURL.

## Ordery i odznaczenia
- Krzyż Zasługi Wojskowej 3 klasy z dekoracją wojenną,
- Krzyż Pamiątkowy Mobilizacji 1912–1913[3].